# Еммерталь
Еммерталь (нім. Emmerthal) — громада в Німеччині, розташована в землі Нижня Саксонія на обох берегах річки Везер. Входить до складу району Гамельн-Пірмонт.
Площа — 115 км2. Населення становить 9811 ос. (станом на 31 грудня 2021).